# Plata (IV)
La plata (IV) o AgIV es un estado de oxidación muy poco común en el que se encuentra la plata en algunos compuestos.

## Compuestos
- Cs2AgF6[1] Hexafluoroargentato(IV) de cesio